# Gare de Roubaix
Gare de Roubaix vasútállomás Franciaországban, Roubaix településen.

## Vasútvonalak
Az állomást az alábbi vasútvonalak érintik:
- Fives-Mouscron-vasútvonal

## Kapcsolódó állomások
A vasútállomáshoz az alábbi állomások vannak a legközelebb:
- Gare de Tourcoing (Kortrijk railway station)
- Gare de Croix-L'Allumette
- Gare de Lille-Flandres (Gare de Lille-Flandres)